# O-Bi, O-Ba. Koniec cywilizacji
O-Bi, O-Ba. Koniec cywilizacji è un film di fantascienza del 1985, scritto e diretto da Piotr Szulkin.

## Trama
In un mondo post-apocalittico, a seguito di un disastro nucleare, un gruppo di sopravvissuti attende l'arrivo di una nuova arca di Noé che li condurrà verso un pianeta incontaminato.

## Distribuzione
Mai uscito nelle sale italiane, il film venne presentato, in anteprima, al Gdynia Film Festival.
Esistono, in commercio, edizioni home video in lingua originale sottotitolata. È stato, inoltre, trasmesso in Francia dall'emittente televisiva Canal+.
Il Trieste Science+Fiction Festival ha proiettato la pellicola nel 2009, in occasione di una retrospettiva dedicata al cineasta polacco.

## Accoglienza
(Mymovies.it)
(Fantafilm)